# Psychotria bogotensis
Psychotria bogotensis är en måreväxtart som beskrevs av Paul Carpenter Standley. Psychotria bogotensis ingår i släktet Psychotria och familjen måreväxter. Inga underarter finns listade i Catalogue of Life.